# Данаил Милушев
Данаил Милушев е български волейболист. Първият му отбор е „Черно море“, където негов треньор е Пламен Николов. Играе на поста диагонал. Бронзов медалист на Световното първенство за младежи в Иран през 2003 година. Там е обявен за най-добър изпълнител на сервиси. В националния отбор е от 2004 г. Висок е 202 см и тежи 98 кг, атака 358 см, блок 335 см.

## Състезателна кариера
Бил е състезател в клубовете: „Черно море“ (Варна), „Нефтохимик“ (Бургас), „Мантова“ (Италия), „Кан“ и „Тур“, (Франция), в турския „Халкбанк“. През сезон 2009-2010 подписва и с „Кореан ейър“ (Корея). През 2010-2011 и 2011-2012 играе за италианския „БЦЦ-НЕП“ (Кастелана Гроте). През 2012-2013 година играе във втородивизионния италиански тим Глобо Банка Пополаре дел Фрузинате (Сора). През 2013 г. отново се завръща във Франция, подписвайки с Спасер’с Тулуз (Тулуза).

## Успехи
Бронзов медал от световното първенство за младежи Иран 2003 г.
Носител на Купата на Франция със своя клуб Кан през 2007 г.
Волейболният национал е на първо място в класацията за най-добър нападател в Световната лига 2008.